# Nearcha staurotis
Nearcha staurotis är en fjärilsart som beskrevs av Edward Meyrick 1890. Nearcha staurotis ingår i släktet Nearcha och familjen mätare. Inga underarter finns listade i Catalogue of Life.